# Saint-Quentin-de-Blavou
 Saint-Quentin-de-Blavou  es una población y comuna francesa, situada en la región de Baja Normandía, departamento de Orne, en el distrito de Mortagne-au-Perche y cantón de Pervenchères.

## Demografía
| 116 | 102 | 77 | 72 | 60 | 78 |
| Para los censos de 1962 a 1999 la población legal corresponde a la población sin duplicidades (Fuente: INSEE [Consultar]) |     |    |    |    |    |